# أحمد الزرقا
أحمد بن محمد بن عثمان بن محمد بن عبد القادر الزرقا الحلبي مولدًا الحنفي مذهبًا (1285ـ1357هـ، 1868-1938م)، فقيه بلاد الشام، علّامة، أصولي متبحر، قاضي مدينة حلب وأمين الفتوى فيها.

## الأسرة والنشأة
ولد في أسرة تعنى بالعلم، إذ انتقل والده محمد الزرقا من العمل بالتجارة إلى طلب العلم الشرعي، وأصبح من كبار علماء حلب وفقهائها. أسند إليه منصب أمانة الفتوى في حلب الشهباء، ثم عُين قاضياً للمدينة، ثم معاوناً لأمانة الإفتاء العام في القسطنطينية. نشأ أحمد وتلقى مبادئ علومه على يد نخبة من الأساتذة والمربين، حيث تعلم تلاوة القرآن الكريم، وأطرافاً من العلوم العربية والشرعية، وكان يلزم والده في شبابه ونهل من علمه. درس مع والده أمهات الكتب في الفقه والحديث والتفسير مثل كتاب (رد المحتار على الدر المختار)، المعروف: (بحاشية ابن عابدين)، وهو من أعظم كتب الفقه عند الحنفية، وقد قرأه له كاملاً أكثر من مرتين خلال عشرين سنة، وكتاب (بدائع الصنائع في ترتيب الشرائع)، للإمام الفقيه أبي بكر الكاساني.
ومما قرأه على والده أيضاً في الفقه الحنفي الكتاب الاستدلالي النافع العظيم: (تبيين الحقائق على كنز الدقائق) للإمام الفقيه الضليع البارع فخر الدين علي بن عثمان الزيلعي.

## صفاته
تمتع الشيخ أحمد بالوسامة وطول القامة، ذكر عارفوه أنهم لم يروا أحسن مظهراً منه، وكان ذا هيبة عظيمة، وشيخوخة نيّرة كما قال الشيخ محمد الحامد وأضاف «ولكنك إذا خالطته، لمست فيه نفساً طيبة».

أما فضيلة الشيخ عبد الفتاح أبو غدة -رحمه الله تعالى- فقد أطال في وصفه وذكر سجاياه ومما قاله: 
| أحمد الزرقا | كان جميل الطلعة، منّورَ الشيبة، وقوراً في مشيته، ومجلسه، وحديثه، لا تشبع العين منه رؤية ونظراً يتحلَّى بإباءٍ وشَمَمٍ ورجولة كاملة، وحَصَافةٍ وافرة إذا دعت الحاجة إلى الوقوف في وجه باطل أو مبطل، كان موقفه أثبت من الجبل الراسي في نصرة الحق، ودفع مُعاديه | أحمد الزرقا |

. وأضاف الأستاذ الشيخ محمد زين العابدين الجذبة فقال: 
| أحمد الزرقا | كان يجيب الملهوف ما استطاع إلى ذلك سبيلاً، حتى عُرف بهذا وقصد من أجله | أحمد الزرقا |

.

## جهوده في التعليم
لما جاوز الشيخ محمد الزرقا الخامسة والسبعين من العمر، وأدركه تعب الشيخوخة، أسند وظائفه إلى ابنه الشيخ أحمد، بعدما وجد به الكفاءة لذلك، فحلَّ مكان أبيه في الجامع الكبير (الأموي) وفي المدرسة الشعبانية، وفي جامع آل الأميري (جامع الخير).
وفي مطلع العشرينيات من القرن الحادي والعشرين ميلادياً، أنشأت مديرية الأوقاف الإسلامية بحلب، أول مدرسة شرعية نظامية في بناء مدرسة وقفية كبرى هي المدرسة الخسروية فعين الشيخ فيها أستاذاً لتدريس الفقه الحنفي في صفوفها العالية

## مؤلفاته
وعلى ما كان يتمتع به من العلم الغزير والمعرفة المنوعة، إلا أنه لم يترك لنا من الآثار المكتوبة سوى مؤلفه الوحيد: (شرح القواعد الفقهية) ولقد استفرغ منه جهده، وعمل فيه أكثر من عشرين عاماً، حيث كان يدرّس طلابه في (المدرسة الخسروية) كتاب (القواعد الفقهية) التي صدرت بها (مجلة الأحكام العدلية)، وهي تسع وتسعون قاعدة، كان الشيخ يعيد شرحها لطلابه الجدد كل عام، خلال هذه الفترة، حتى استقام له شرحها، فدوّنه في هذا الكتاب فكان بحق أفضل شرح لها حتى الآن

## بعض من مواقفه
لما اضطر الشيخ إلى بيع مكتبته النفيسة التي كانت تضم نحو ألف مخطوط جاءته عروض من جهات أوربية، وكان سماسرتهم منتشرين في العالم الإسلامي يقتنصون الفرص لنقل تراث الأمة إلى الدول الغربية، وعرضت عليه أسعار مغرية -وهو في حاجة يومذاك- فأبى قبول هذه العروض وباع مكتبته كلها إلى المكتبة العامة في الإسكندرية في مصر، وكان السعر أدنى والفرق واضح.

## طلابه
- الشيوخ:

1. مصطفى الزرقا.
2. محمد عثمان بلال.
3. محمد زين العابدين الجذبة.
4. الأستاذ محمد الحكيم مفتي حلب سابقا.
5. الأديب الداعية بكري رجب
6. الدكتور معروف الدواليبي
7. عبد الله خير الله مفتي قضاء جبل سمعان
8. محمد الملاح.
9. جمعة أبو زلام مفتي مدينة منبج.
10. الأديب عيسى الخطيب العزازي
11. أحمد الحصري عالم مدينة معرة النعمان
12. محمد الرشيد.
13. محمد سعيد المسعود مفتي مدينة الباب.
14. محمد الحامد الحموي

- الفقهاء:

1. محمد السلقيني.
2. محمد نجيب خياطة شيخ القراء في حلب.
3. الأديب عمر بهاء الدين الأميري.